# ستان كاستن
ستان كاستن (بالإنجليزية: Stan Kasten)‏ هو شخصية أعمال أمريكي، ولد في 1 فبراير 1952 في بلدة ليكوود ‏ في الولايات المتحدة.